# Philipp von Cossie
Philipp von Cossie († um 1269) war Herr von Cossie und Kämmerer und Marschall des Königreichs Jerusalem.
Er war der Sohn und Erbe von Johann von Cossie, Herr von Cossie und Kämmerer von Jerusalem. Seine Mutter war Isabella von Mallenbec.
Er heiratete Isabella l’Aleman, Tochter von Garnier l’Aleman (der Jüngere) und dessen Gattin Agnes von Tenremonde. Mit ihr hatte er vier Söhne namens Hugo, Johann, Friedrich und Georg, sowie drei Töchter, deren Namen nicht überliefert sind. Von den Töchtern starb die erste jung, heiratete die zweite Jorge de Gloire und wurde die dritte Nonne.